# Sufismo

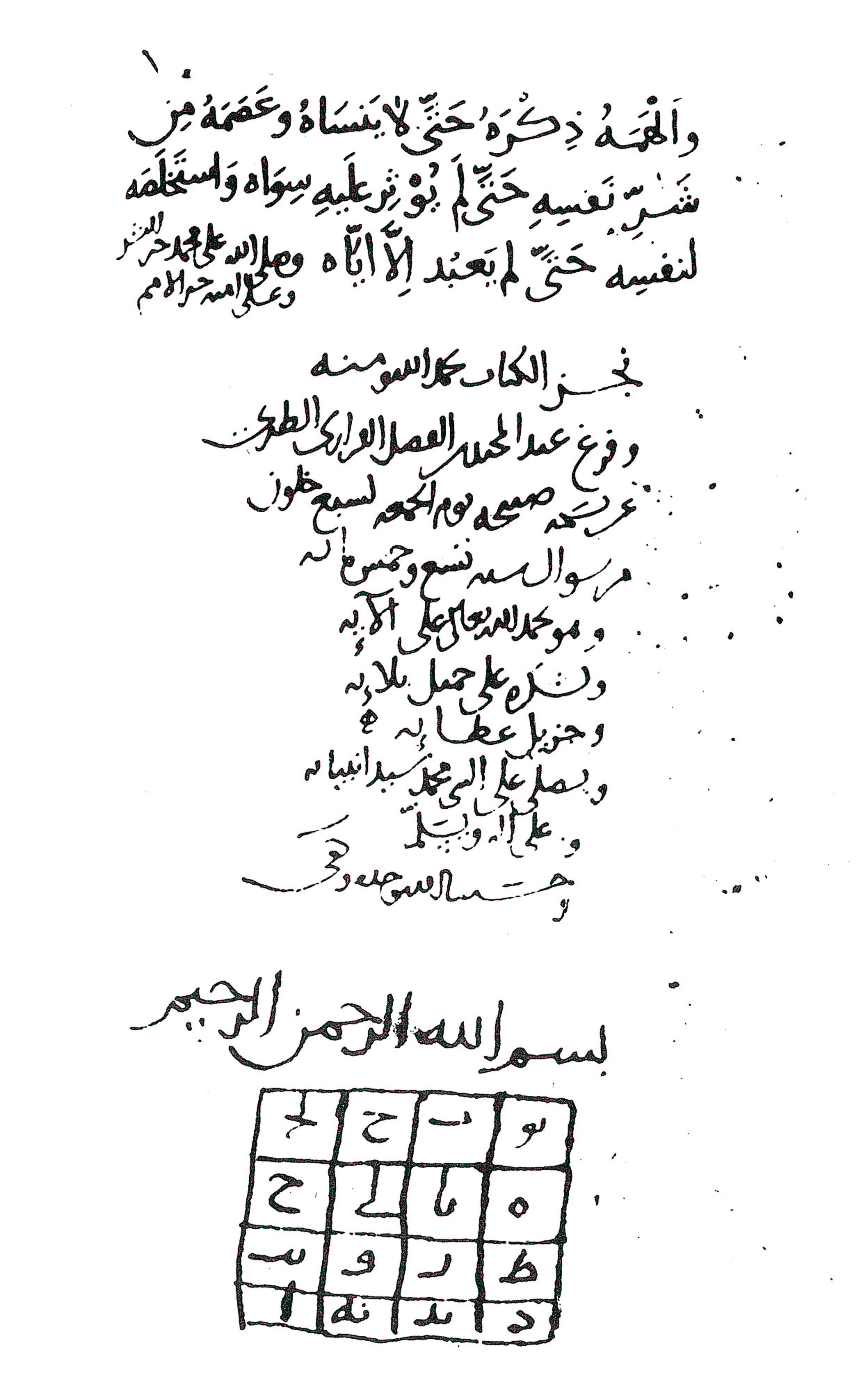
Pagina del libro al-Munqidh min al-dalal di Al-Ghazali, il quale difese strenuamente il sufismo.

Il sufismo o taṣawwuf (in arabo تصوّف) è la dimensione mistica dell'Islam; sono detti sufi quanti praticano tale forma di esperienza.

## Origini
Sufi deriva dall'arabo suf (lana), o secondo alcuni da sophos.
Su quali siano le origini del sufismo, la questione è controversa: per alcuni studiosi si tratterebbe della continuazione di una preesistente e perenne filosofia esistenzialista preislamica, la cui espressione confluisce nell'Islam; altri, invece, sostengono la natura prettamente islamica del sufismo.
Fra questi, Titus Burckhardt (storico svizzero di religione cristiana evangelica, convertitosi all'Islam), respingendo l'idea che vede il sufismo originato da fonti non islamiche, rileva appunto l'inesistenza di elementi atti a ritenere che la catena di filiazione dei maestri sufi (silsila) non discenda per via diretta da Maometto e aggiunge che, se il sufismo non fosse originato dall'Islam, i suoi appartenenti non ricorrerebbero al simbolismo coranico durante la loro ricerca spirituale ed esoterica.
Sebbene non neghi del tutto influenze di elementi preislamici (per forza di cose, non del tutto estranei alla natura teologica dell'Islam), ridimensiona la portata che questi ebbero sul sufismo. In definitiva, per Burckhardt il sufismo si è generato dagli insegnamenti tramandati dal Profeta.

## Essenza
Parimenti discussa è la possibilità che l'essenza del sufismo si sia espressa sotto altre religioni o fenomeni metareligiosi. Chi vi si oppone ritiene che la sua essenza sia legata soprattutto agli insegnamenti di Maometto e in seguito a quelli di Ali, oltre che alla concezione islamica di Allah e della spiritualità in generale.
I sufi, appartenenti a diversi 'ordini' (comunità formatesi attorno a un maestro), si riuniscono per sessioni spirituali (majālis) in luoghi di incontro detti zawiya, khanqa o tekke.
La tradizione sufi afferma che il movimento nacque da fedeli musulmani e compagni del Profeta (detti ahl al-ṣuffa, cioè 'quelli della panca', su cui aspettavano per offrire le proprie maestranze agli imprenditori di Medina), i quali si riunivano per recitare il dhikr nella moschea del Profeta (di fronte alla stanza della moglie Aisha), a Medina.
Tutti gli ordini sufi ricollegano molti dei propri precetti agli insegnamenti di Maometto, così come tramandati da ʿAlī b. Abī Ṭālib, suo cugino e genero; tranne i Naqshbandi, che si ispirano ad Abū Bakr. Tuttavia i musulmani aleviti e Bektashi (e alcuni sciiti) affermano che ogni ordine sufi deriva dal lignaggio spirituale (silsila) dei dodici imam, le guide spirituali islamiche previste negli ḥādīth dei dodici successori: tutti discendenti di Maometto tramite Fāṭima e ʿAlī. Perciò, ʿAlī viene considerato il 'padre del sufismo'.
Il sufismo è un movimento trasversale (al suo interno esiste una corrente sunnita, sciita e ibadita). Mentre i musulmani ortodossi considerano come proprie legittime fonti, in ordine di importanza e precedenza: il Corano e poi la Sunna, i sufi aggiungono a queste, in terza posizione, i testi di mistica islamica sufi.

## Terminologia
Si deve attribuire l'invenzione del termine sufismo, come il suo attuale impiego nel mondo occidentale, non tanto ai testi islamici o ai sufi, quanto agli orientalisti britannici; questi vollero creare una divisione tra ciò che reputavano interessante della civiltà islamica (la sua spiritualità) e gli stereotipi negativi sull'Islam (presenti in Gran Bretagna).
Storicamente i musulmani hanno usato la parola araba tasawwuf per identificare la pratica dei sufi. Gli studiosi tradizionali dell'Islam con tasawwuf o 'sufismo' sono soliti denotare il nome della dimensione interiore (o esoterica) dell'Islam, il quale è supportato e integrato da pratiche esteriori (o essoteriche) quali la sharia. In quest'ottica, «è assolutamente necessario essere un musulmano» per essere un vero sufi, perché nel Sufismo «i metodi non sono operativi senza» una «affiliazione» musulmana. Tuttavia, gli stessi studiosi islamici non concordano appieno sul significato della parola sufi.
I sufi stessi sostengono che il tasawwuf è un aspetto dell'Islam simile alla sharia: inseparabile dall'Islam e parte integrante della fede e della pratica islamica. Gli studiosi sufi classici hanno definito il tasawwuf come «una scienza il cui obiettivo è la riparazione del cuore: lo si rivolgerà lontano da tutto il resto ma pur sempre verso Dio». I sufi tradizionali – tra i quali Bayazid Bistami, Rumi, Haji Bektash Veli, Junayd di Baghdad e Al-Ghazali – considerano il sufismo puramente basato sui precetti dell'Islam e sugli insegnamenti di Maometto.

## Etimologia
Il termine arabo "taṣawwuf" deriverebbe dalla lana (in arabo ṣūf) con cui erano intessuti gli umili panni dei primi mistici musulmani, i quali proprio per questo vennero chiamati "sufi", ma un'altra etimologia si rifà al vocabolo ṣuffa, "portico", come quello antistante la casa-moschea di Maometto a Medina, sotto il quale si raccoglievano alcuni pii musulmani, ospitati volentieri dal Profeta per la loro povertà, che si accompagnava anche a un atteggiamento assai pio. Altri riconducono il termine all'arabo safà, "purezza" o si richiamano alla collocazione dei sufi "in prima fila", saff al-àwwal, al cospetto di Dio.
Altri hanno suggerito che la parola deriva dal termine ahl aṣ-ṣuffah, "il popolo della panchina", che era un gruppo di compagni impoveriti di Maometto che ha tenuto incontri regolari di dhikr. Questi uomini e donne che sedevano nella Moschea del Profeta sono considerati da alcuni come i primi Sufi. Al-Qushayri e Ibn Khaldun respingono tutte le altre possibilità eccetto ṣūf, per motivi linguistici.
Secondo il filologo e traduttore orientalista francese Henry Corbin il termine deriverebbe dal greco sophos, "saggio", ma egli stesso è consapevole che questa spiegazione non trova il favore della comunità dei suoi colleghi studiosi dell'Oriente.

## Storia

### Origini
(Gabriele Mandel)

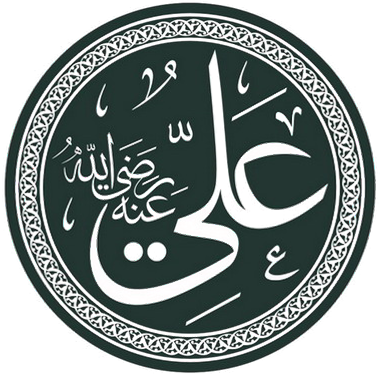
Ali è considerato il "Padre del Sufismo" nella tradizione islamica.

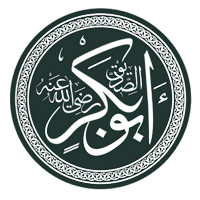
Abu Bakr è considerato l'iniziatore della tradizione Naqshbandi

Eminenti sufi come Abu l-Hasan 'Ali al-Hujviri sostengono che la tradizione sia iniziata con Ali. Inoltre, Junayd di Bagdad considerava Ali come lo sceicco dei princìpi e delle pratiche del Sufismo. I praticanti del sufismo sostengono che nelle sue prime fasi di sviluppo il Sufismo si rivolgeva solo all'interiorizzazione dell'Islam. Secondo una prospettiva, è direttamente dal Corano, costantemente recitato, meditato, e con esperienza, che il Sufismo ha proceduto, nella sua origine e nel suo sviluppo. Altri hanno sostenuto che il sufismo è la stretta emulazione della via di Maometto, attraverso la quale si rafforza il collegamento del cuore al Divino.
I moderni accademici e gli studiosi hanno rifiutato le prime teorie degli orientalisti che affermano un'origine non islamica del sufismo, come la provenienza egiziana o siriaca proposta da Marshall Hodgson. In molti hanno affermato che il sufismo sia unico entro i confini della religione islamica e sostengono che è stato sviluppato da gente come Bayazid Bastami, che, nella sua massima riverenza alla Sunna, ha rifiutato di mangiare un cocomero perché non ha trovato alcuna prova che Maometto lo mangiò mai. Secondo il mistico tardo medievale Giami, Abd-Allah ibn Muhammad ibn al-Hanafiyyah (morto nel 716 circa) è stata la prima persona a essere stata chiamata "sufi".
Secondo Corbin alle origini vi erano dei Sufi sciiti in quanto entrambe le dottrine tenderebbero al superamento di un'interpretazione legalitaria della sharia secondo i principi del bâtin. Il gruppo di Kufa (fine del II e inizio del III secolo dell'Egira) di cui faceva parte uno sciita di nome 'Abdak (morto nel 825) sarebbe il primo a portare il nome di Sufi. In seguito però questa espressione verrà valutata negativamente da alcuni imam.
Storicamente i sufi si sono raggruppati abbastanza tardivamente (verso il XII secolo) in organizzazioni chiamate ṭāʾifa e anche, con un termine più conosciuto, ṭuruq ("via"). Il termine ṭarīqa è ormai un vero e proprio termine tecnico che sta a indicare la via esoterica dell'islam. Ṭuruq sono pertanto le congregazioni di discepoli o confraternite islamiche che si riuniscono intorno a un maestro - in majālis, o "sedute") - per prendere parte agli esercizi spirituali nei cenobi, denominati secondo la posizione geografica ribāṭ, zāwiya, khānaqa (o khanqa), o tekke. Alcune delle congregazioni più famose esistenti risalgono ai secoli XII e XIII, ma ne esistono anche sorte in epoca moderna. L'esistenza di questa religiosità islamica attuale ha fatto credere che ciò potesse favorire un dialogo interreligioso specie con il cristianesimo. Convinzione questa errata poiché «si assiste nel quadro islamico attuale a una grande prevalenza della dimensione legale e teologica-politica.».
Importanti contributi per iscritto sono attribuiti a Uwais al-Qarni, Hasan al-Basri, Harith al-Muhasibi e Said ibn al-Musayyib. Ruwaym della seconda generazione di Sufi a Baghdad, è stato anche una figura influente in anticipo sui tempi, come era Junayd di Baghdad; un certo numero di primi aderenti del sufismo erano discepoli di uno dei due.
Il sufismo aveva una lunga storia già prima della successiva istituzionalizzazione degli insegnamenti sufi in ordini devozionali (tarîqât) nel primo Medioevo. L'ordine Naqshbandi è una notevole eccezione alla regola generale degli ordini che tracciano la loro discendenza spirituale attraverso i nipoti di Maometto, come si fa risalire l'origine dei suoi insegnamenti sempre da Maometto al primo Califfo islamico, Abu Bakr.
Nel corso degli anni gli ordini sufi hanno influenzato e sono stati adottati da vari movimenti sciiti, in particolare l'Ismailismo, che ha portato alla conversione dell'ordine Safaviyya per l'Islam sciita dal sunnita e la diffusione del duodecimanesimo in tutto l'Iran. Gli ordini sufi includono Ba 'Alawiyya, Badawiyya, Bektashi, Burhaniyya, Chishti, Khalwati, Mevlevi, Naqshbandi, Ni'matullāhī, Uwaisi, Qadiriyya, Qalandariyya, Rifa'i, Sarwari Qadiri, Shadhiliyya, Suhrawardiyya, Zinda Shah Madariya e altri.

### Come una disciplina islamica
Da una prima fase in cui l'esperienza sufi restò caratterizzata da un forte individualismo (Rābiʿa al-ʿAdawiyya, Ma'ruf al-Karkhi, al-Ḥārith al-Muḥāsibī, Dhū l-Nūn al-Misrī, Sahl al-Tustarī, al-Junayd ibn Muhammad), si passò verso il XII secolo alla creazione di ṭuruq, con un numero più o meno ampio di discepoli (murīd) raccolti attorno a un Maestro (sceicco in arabo, pīr in persiano - che significano entrambi "vecchio" - e dede in turco, letteralmente "nonno").
Di esse si ricordano in particolare la Qādiriyya, fondata nel XII secolo da ʿAbd al-Qādir al-Gīlānī; la Suhrawardiyya, fondata nel medesimo secolo da ʿOmar Suhrawardī e da suo zio paterno Abū l-Najīb Suhrawardī (da non confondere con Shihāb al-Dīn Yaḥyā Suhrawardī, Shaykh al-Ishrāq, la cui posterità è rappresentata dall'ordine degli Ishrāqiyyūn, benché la loro comunità non abbia un'organizzazione esteriore); la Rifa'iyya, fondata da Aḥmad al-Rifāʿī ancora nel XII secolo, come la Kubrawiyya fondata da Najm al-Din Kubrà; la Shadhiliyya, fondata da Abū l-Ḥasan al-Shādhilī nel XIII secolo; la Mawlawiyya, fondata nel XIII secolo da Jalāl al-Dīn Rūmī di Konya, nota per i suoi dervisci roteanti; la Cishtiyya fondata da Muʿīn al-Dīn Cishtī e, forse la più vivace negli ultimi tempi, la Naqshbandiyya, fondata da Bahāʾ al-Dīn Naqshbandī, entrambe queste ultime attive dal XIII secolo.

Altri rami si sono innestati su quelli principali: è il caso della "Jarrāḥiyya" fondata da Nur al-Dīn al-Jarrāḥī (1678-1721): riforma dell'ordine "Khalwatiyya" (da cui la denominazione Jerrahi Halveti), fondata da ʿUmar al-Khalwatī o, secondo altri, da Muhammad ibn Nūr al-Bālisī o, ancora, da Yaḥyā al-Shirwānī al-Bākūbī.

## Diffusione e caratteri del sufismo

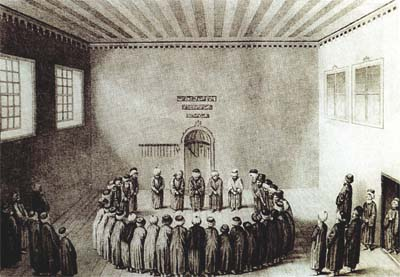
Il dhikr recitato da appartenenti alla ṭarīqa Rifa'iyya

Il tasàwwuf - che ha in sé, forte, il concetto dell'esoterismo (da cui andranno però espunti i cascami ideologici che spesso al termine si accompagnano) - è fenomeno trasversale e diffusissimo nell'islam, per quanto poco avvertibile all'occhio laico a causa della grande riservatezza osservata dai praticanti. Il suo grande successo, come nell'ebraismo, deriva in modo tutt'altro che secondario dalla particolare struttura fideistica delle due religioni semitiche, entrambe convinte della letterale Rivelazione ai suoi profeti da parte di Dio della sua precisa volontà.
Il tasawwuf è particolarmente diffuso nel sunnismo e assai meno nello sciismo, in cui sono attive infatti solo due confraternite islamiche, la Niʿmatullāhiyya e la Dhahabiyya, a fronte delle decine di confraternite sunnite tuttora operanti. Ciò dipende essenzialmente dal fatto che, per conoscere Allah e la sua volontà, lo sciismo può stabilmente contare sull'attiva opera dei suoi dotti che, se non costituiscono un formale sacerdozio, come nel resto dell'islam, hanno acquistato però un incontestabile profilo di tipo clericale per il fatto che i loro ʿulamāʾ di maggior dottrina, e in particolar modo i Marja' al-taqlid, sono ispirati in modo ineffabile dall'"Imam nascosto". Nell'Islam sunnita la totale mancanza di sacerdozio e di una classe di tipo clericale che possa assolvere alla funzione intermediatrice fra Dio e le sue creature comporta una ricerca di Dio e della sua volontà assai più faticosa e rischiosa.

È dunque perfettamente normale, legittimo e doveroso per il sufismo che il musulmano ricerchi personalmente quale sia la volontà di Dio, obbedire alla quale permette di evitare il peccato che, nell'islam, altro non è se non la disubbidienza alle sue disposizioni (tant'è vero che muslim, "musulmano", significa proprio "chi si assoggetta alla volontà di Dio").
Un metodo che si può validamente affiancare al recepimento di quanto suggerito dagli ʿulamāʾ è perciò quello dell'indagine personale, da conseguire tramite una lunga disciplina spirituale e mentale che - senza far trascurare lo studio della dottrina esoterica ufficiale - possa aprire la via esoterica verso Dio (il termine ṭarīqa ha questo significato, oltre a significare confraternita islamica), per imboccare e percorrere la quale sarà necessaria l'opera educativa di un maestro che funga da guida.
Il sufismo rappresenta l'atteggiamento più individualistico della pietas musulmana, la quale si è manifestata, oltre che in questa forma mistica, anche come protesta - con gli sciiti - e in forme più storicizzate, come nell'opposizione delle sette religiose contro i marwanidi, fedeli a Marwān b. al-Ḥakam, califfo in Siria dal 684 al 685 imposto dalla tribù dei Banu Kalb al posto di Abd Allah ibn al-Zubayr. Dato che quest'ultimo era il legittimo successore di Yazid I, Marwān fu da alcuni considerato un anti-califfo e pertanto contestato.
La shahāda, uno dei cinque pilastri dell'islam, ovvero l’affermazione che “non vi è divinità se non Dio” viene interpretata dai sufi in modo radicale, come “solo la Realtà assoluta è reale“, ovvero “solo Dio è reale”, “solo Dio è”. È la dottrina dell’ “Unità dell’Essere”: non vi è nulla fuorché l’Essere infinito, il che implica che l’esperienza comune del mondo e le individualità separate siano una mera illusione. Tale dottrina è stata paragonata al non-dualismo dell’Advaita Vedanta.
È vero che certe scuole di pensiero, persiane in particolare, svolsero una funzione di catalizzatore delle potenzialità mistiche dell'islam. Ma il sufismo resta il "vero" cuore dell'Islam e lo si ritrova in tutto il mondo islamico come la più pura dimensione interiore:
Per i sufi, il grande e unico maestro resta il profeta Maometto, che trasmise ai suoi compagni la báraka (che significa 'benedizione') ricevuta da Dio; questi a loro volta la tramandarono alle generazioni successive, creando così la catena iniziatica, la cosiddetta silsila. Tutti gli autentici ordini sufi sono legati l'uno all'altro in questa catena.
Le riunioni spirituali sufi sono così descritte, con parole attribuite al Profeta: "Chiunque si riunisca con altri per invocare il nome di Dio, verrà circondato da angeli e dal furore divino, la pace scenderà su di loro e Dio ricorderà questa assemblea".
Nella silsila dei sufi, anche ʿAlī ibn Abī Ṭālib, cugino e genero del profeta Maometto, ha un ruolo fondamentale, indipendentemente dalla sua importanza come primo imam degli sciiti. Viene infatti considerato fonte di dottrina esoterica subito dopo il Profeta, ma soprattutto è portatore di una concezione particolarmente intensa della pietas musulmana, insieme alla nobiltà d'animo e alla profonda conoscenza che distinguono gli sciiti dai sunniti.

### L’espressione artistica e sapienziale dei Sufi
Un aspetto essenziale del sufismo, che non riguarda esclusivamente le questioni di natura teologica, riguarda il ruolo e l’importanza assunta dai Sufi nella diffusione della cultura e delle sublimi espressioni artistiche musulmane. Buona parte delle figure di spicco della cultura musulmana erano Sufi che si sono dedicati alla poesia (vedi Gialal al-Din Rumi, ‘Omar Khayyam eccetera), alla filosofia, alla calligrafia, alla matematica e alla scienza. Ma anche all’architettura con la costruzione di palazzi e moschee utilizzando la perfezione dei calcoli e delle proporzioni in sezione aurea direttamente connessi alla simbologia esoterica sufi.
La geometria, così come i numeri mantengono una valenza bipolare che manifesta gli opposti in natura:
- introversione-estroversione, o contrazione-espansione (qabd-bast);
- unione-separazione (jam'-tafrîkah);
- sobrietà-ubriachezza (sahw-sukr);
- estinzione-perennizzazione (fanâ'-baqâ');
- presenza-assenza (shuhûd-gbaybat);
- disvelamento-occultamento (tajallî-îstitâr).[58]

### I sette gradi di elevazione a Dio
Il sufismo prevede sette distinti livelli di evoluzione dell'essere atti ad avvicinarsi alla comprensione e all'essenza Divina.
1. Il primo grado è quella del corpo simboleggiato dall’Adamo;
2. Il secondo grado è quello vitale simboleggiato da Noè;
3. Il terzo grado è quello del cuore simboleggiato da Abramo, l'intimo di Dio;
4. Il quarto è quello del sovracconscio per cui si hanno dei dialoghi spirituali con Dio proprio come faceva Mosè;
5. Il quinto è quello spirituale simboleggiato da Davide;
6. Il sesto è relativo all'ispirazione simboleggiato da Gesù che rivelò la parola di Dio;
7. Il settimo è il sigillo eterno, la completezza simboleggiata dal profeta Maometto.[59]

A sua volta a questi sette gradi sono associati dei simboli: suono, luce, numero (geometria, costruzione, sezione aurea), lettera (significati segreti dei nomi, costruzione grammaticale), parola (dhikr, Nomi di Dio, Santo Corano), simbolo, ritmo e simmetria. A essi inoltre sono associati sette colori percepiti dagli iniziati nel corso delle fasi evolutive: nero grigio, azzurro, rosso, bianco, giallo, nero luce, verde smeraldo.

## Maestri sufi

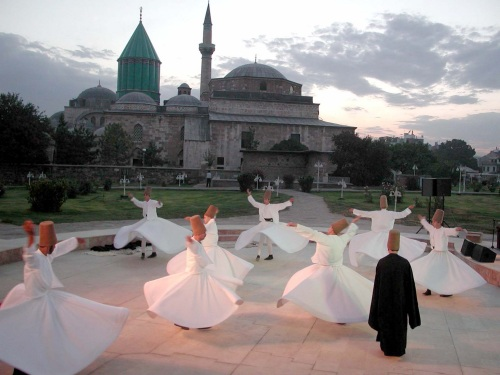
Dervisci rotanti di fronte alla tomba del poeta e mistico Rūmī, Konya, Turchia

Il primo grande nome di sufi è quello di al-Ḥasan al-Baṣrī (642-728). Di lui nulla ci è pervenuto, se non tramite le citazioni di altri autori. Nato a Medina, figlio di genitori entrambi persiani, si stabilì a Bassora, dove divenne famoso per la sua profonda preparazione culturale e attrasse a sé molti seguaci e studenti. Era l'epoca omayyade e la sua mente fu un crogiolo di intuizioni teologiche, mistiche e giuridiche che, più tardi, sarebbero confluite in discipline diverse. È una figura importantissima nella trasmissione dei vari ʾaḥādīth, perché conobbe personalmente molti compagni del Profeta. Gran parte delle catene iniziatiche sufi passano per lui. È anche famoso per avere affermato che il mondo è un ponte sul quale si passa, ma su cui non conviene costruire nulla. Le prescrizioni da lui dettate ai discepoli erano particolarmente severe e improntate a una rinuncia quasi totale del mondo e dei beni terreni, al superamento delle passioni e alla ricerca di una vita moderata. Grande sostenitore del digiuno, si dice che si stupisse non di come la gente si perdeva, ma di come potesse essere salvata.
Altri nomi di sufi famosi sono al-Junayd, ʿAbd al-Qādir al-Gilānī, Abū Madyan Shuʿayb e l'imām al-Shādhilī. Quest'ultimo escogitò un approccio intellettuale al sufismo.
Altri grandi teorici furono Ibn ʿArabī, del XIII secolo, le cui capacità dialettiche non riuscirono a scalfire minimamente l'intensissima dimensione spirituale espressa da al-Ḥasan al-Baṣrī; Gialāl al-Dīn al-Rumī, al-Jīlī, al-Ghazali, Ibn ʿAṭāʾ Allāh Iskandarī: tutti costoro hanno lasciato abbondante materiale scritto accanto agli insegnamenti orali, da cui è possibile desumere la dottrina sufi nella sua interezza.
L'uomo di punta del sufismo fu comunque al-Ghazali, il grande teologo dell'islam, al contempo giurista e sufi riconosciuto. Nella sua opera al-Munqidh min al-dalal (il salvatore dall'errore) descrive il proprio interesse per il sufismo in questi termini: "Quando rivolsi il mio interesse verso il sufismo, sapevo che non avrei potuto percorrerlo tutto senza sperimentare sia la dottrina che la pratica e che il senso fondamentale di tale insegnamento consiste nel superare gli appetiti della carne, liberandosi da ogni cattiva disposizione e brutta qualità. Solo così, infatti, il cuore è libero di essere posseduto da Dio. Sapevo anche che il mezzo per liberare il cuore da ogni male è il dhikr Allah e la concentrazione di ogni pensiero su di Lui. Ciò che accadde fu che la dottrina mi risultò più semplice della pratica, cosicché cominciai a imparare le regole dei loro libri e i detti degli shaykh, finché ne seppi a sufficienza e mi resi perfettamente conto che ciò che è veramente caratteristico di questa dottrina non può essere imparato, ma può solamente essere raggiunto per esperienza diretta e immediata, attraverso l'estasi e la trasformazione interiore. (...) non c'era modo di raggiungere la conoscenza vera del sufismo se non conducendo una vita mistica. Ma gli interessi mondani mi pressavano da ogni parte.".
A questo punto della sua vita al-Ghazali si confina per due anni in una stanza della moschea maggiore di Damasco, lasciando ogni cura del mondo: insegnamento, figli e amicizie. Il Munqidh min al-dalal descrive questa ricerca interiore, mentre la Iḥyāʾ ʿulūm al-dīn (La rivivificazione delle scienze religiose) è la sua summa sulle religioni. Al-Ghazali giungerà alla conclusione che i sufi sono i veri eredi del Profeta, essendo gli unici che potevano raggiungere la conoscenza diretta di Dio, ma questa conoscenza era viabile solo attraverso la mediazione della teologia e della legge. Perciò egli ne divenne il più strenuo sostenitore. Grazie a lui, l'islam risolse la contraddizione intellettuale esistente tra mistica, teologia e questioni legislative.

## Contrasti nell'ambito del mondo musulmano
La grande diffusione del sufismo non è tuttavia sempre vista di buon occhio dai musulmani ortodossi che ne sospettano talora una deriva antinomistica che porterebbe a trascurare il dispositivo formale della Legge religiosa in modo considerato arbitrario e peccaminoso. Soprattutto nel mondo sciita il sufismo è particolarmente osteggiato per il fatto che lo sceicco tende a sostituirsi all'Imam e in particolar modo all'Imam nascosto come maestro e guida interiore.
Inoltre bisogna rimarcare il fatto che le tarîqât sciite non hanno alcuna organizzazione esterna o denominazione in quanto l'iniziazione è personalmente conferita da uno sceicco e ciò sfugge a qualsiasi forma di accentramento, ossia uno dei cardini dello sciismo che fa capo alla figura dell'Ayatollah.
In questo contrasto di antica data è da annoverare l'episodio più grave mai avvenuto contro la comunità sufi il 24 novembre 2017 a Arish in Egitto con il massacro di oltre 300 fedeli da parte di gruppi islamici. Questo attacco dei fondamentalisti neo-kharigiti ai sufi è singolare, visto che l'interpretazione chiusa del Corano si è sviluppata solo dal IV secolo dopo l'Egira, proprio con la diffusione delle convinzioni di al-Ghazali, che cercava di conciliare ortodossia islamica e sufismo (con il suo L'incoerenza dei filosofi - Tahāfut al-Falāsifaʰ). Nei 4 secoli precedenti infatti l'interpretazione coranica era aperta (il Bab al-Ijtihad era aperto, la porta dell'interpretazione era aperta) e vennero sviluppate le 4 scuole (maddhab) sunnite, lo sciismo e l'ibadismo. Dopodiché quando apparentemente tutti i casi logici sono stati coperti dalla teologia (kalam) si è assunto che ormai le interpretazioni successive non avrebbero avuto alcun valore né rilevanza giuridica. Questo cambio di atteggiamento iniziò con al-Ghazali, che conciliò il sufismo con l'ortodossia espellendo l'aristotelismo, e Averroè cercò invano di fermarlo (con il suo Incoerenza della Incoerenza - Tahafut al-Tahafut). In realtà al-Ghazali criticava l'interpretazione di Avicenna di Aristotele, non Aristotele che diceva cose diverse, secondo Averroè. Si veda la sezione Opere nella voce al-Ghazali.

## Letteratura del sufismo
Il sufismo ha prodotto nei secoli una letteratura molto vasta che si è espressa principalmente nell'ambito della letteratura araba e della letteratura persiana, ma ha trovato espressione anche in molte altre lingue (turche, indiane, maleo-indonesiane, eccetera). Tra i generi coltivati si annoverano: i libri devozionali (preghiere, meditazione, esercizi spirituali eccetera); i testi agiografici, contenenti le biografie e le sentenze dei sufi più noti; i testi che illustrano le dimore o stazioni della via spirituale; infine, i trattati teorici di vario argomento, spesso di natura apologetica. Un'altra tipica espressione del sufismo è nella letteratura in versi che annovera poeti di prima grandezza sia di espressione araba (Ibn al-Farid, Ibn 'Arabi) che persiana (Farid al-Din al-Attar, Rumi, Hafez, Gohar Shahi). Vedasi in proposito la bibliografia.

### Traduzioni italiane

#### Antologie italiane di testi di autori sufi
- E. De Vitray-Meyerowitch, I mistici dell'Islam, Parma, Guanda, 1992
- G. Scattolin, Esperienze mistiche dell'Islam, 3 voll., Bologna, EMI, 1994-2000
- Martino Mario Moreno, Antologia della mistica arabo-persiana, Bari, Laterza, 1987
- F. J. Peirone, G. Rizzardi, La spiritualità islamica, Roma, Studium, 1993

#### Traduzioni italiane o in altre lingue europee di mistici arabi
- Ibn ʿArabī, La sapienza dei profeti (Fusus al-Hikam), a cura di T. Burckhardt, Roma, Ed. Mediterranee, 1987
- Ibn ʿArabī,  L'interprete delle passioni, a cura di Roberto Rossi Testa e Gianni De Martino, Milano, Urra - Apogeo, 2008. ISBN 978-88-503-2636-5
- Ibn ʿArabī, L'alchimia della felicità, a cura di M. Jevolella, Como, RED, 1996
- Ibn ʿArabī, Il nodo del sagace, a cura di C. Crescenti, Milano, Mimesis, 2000
- Ibn ʿArabī, Il libro dell'estinzione nella contemplazione, a cura di R. Tawfik e R. Rossi Testa, Milano, SE, 1996
- Ibn ʿArabī, L'epistola dei settanta veli, a cura di A. Iacovella, Roma, Ed. Voland, 1997
- Ibn ʿArabī, Il mistero dei custodi del mondo, a cura di C. Casseler, Torino, Il leone verde, 2001
- Abu Hamid al-Ghazali, Muhammad Ibn Muhammad al-Diakho, Abu Ilyas Muhammad: Les dix règles du soufisme selon Ghazzâli, Beirut, Éd. Al-Bouraq, 1999
- Abu Hamid al-Ghazali, Scritti scelti, a cura di L. Veccia Vaglieri e R. Rubinacci, Torino, UTET, 1970
- Abu Hamid al-Ghazali, L'inizio della Retta Guida, a cura di G. Celentano, Trieste, SITI, 1989
- Abu Hamid al-Ghazali, L'unicità divina e l'abbandono fiducioso, a cura di P. Urizzi, Rimini, Il Cerchio, 1995
- Abu Hamid al-Ghazali, Il libro della meditazione, a cura di G. Celentano, Trieste, SITI, 1988
- Abu Hamid al-Ghazali, Lettera al discepolo, a cura di F. Peirone, Fossano, Ed. Esperienze, 1972
- Abu Hamid al-Ghazali, L'amore di Dio, a cura di C. Fabrizi, Bologna, EMI, 2004
- Abu Hamid al-Ghazali, La perla preziosa. La vita dopo la morte, a cura di T. Villani e P. Dalla Vigna, Milano, Mimesis, 2000
- Abu Hamid al-Ghazali, Il libro del matrimonio, a cura di Y. Tawfik e R. Rossi Testa, Torino, Lindau, 1995
- Abu Hamid al-Ghazali, Il concerto mistico e l'estasi, a cura di A. Iacovella, Torino, Il leone verde, 1999
- Abu Hamid al-Ghazali, La vigilanza e l'esame di coscienza, a cura di M. A. Golfetto, Torino, Il leone verde, 2005
- Abu Hamid al-Ghazali, Le meraviglie del cuore, a cura di I. Peta, Torino, Il leone verde, 2006
- Abu Hamid al-Ghazali, Le perle del Corano, a cura di Massimo Campanini, Milano, Rizzoli-BUR, 2000
- Abu Hamid al-Ghazali, Una brillante confutazione della divinità di Dio sulla base del testo del Vangelo, Milano, Mimesis, 2007
- Abu Hamid al-Ghazali, Trattato sul Destino, Milano, Mimesis, 2009
- al-Hallaj, Diwan, a cura di A. Ventura, Genova, Marietti, 1987
- al-Hallaj, i detti, introduzione e traduzione di G.Mandel, prefazione di N. Venturi, Genova, Alkaest, 1980
- Rabi'a, I detti, a cura di C. Valdrè, Milano, Adelphi, 1979
- Ibn 'Ata Allah, Sentenze e colloquio mistico, a cura di C. Valdrè, Milano, Adelphi, 1994
- Ibn al-'Arif, Sedute mistiche, a cura di P. Urizzi, Giarre (Catania), Ed. L'Ottava, 1995
- 'Abd al-Qadir al-Jilani, Il segreto dei segreti, a cura di P. Urizzi, Giarre (Catania), Ed. L'Ottava, 1992
- 'Abd al-Qadir al-Jilani, La Via della Verita', Milano, Mimesis, 2009
- Ibn Hazm, Il collare della colomba, a cura di Francesco Gabrieli, Bari, Laterza, 1949
- al-Jilani, Il Segreto dei Segreti, Edizioni 3P, 2008
- al-Jili, L'uomo universale, a cura di T. Burckardt, Roma, Ed. Mediterranee, 1981
- al-Kalabadhi, Il sufismo nelle parole degli antichi, a cura di P. Urizzi, Palermo, Ed. Officina di Studi Medievali, 2002
- Ibn as-Sid, Il libro dei cerchi, a cura di M. Jevolella, Milano, Arché, 1984
- al-Sulami, Il libro della cavalleria, nuova trad. dal francese con un saggio di J. von Hammer Purgstall, Roma, Atanor, 1989
- al-Sulami, Introduzione al Sufismo, a cura di Demetrio Giordani, Torino, Il Leone Verde, 2003
- al-Sulami, La Scala di Luce. Tre antichi testi di scuola malamati a cura di Demetrio Giordani, Torino, Il Leone Verde, 2006
- al-Sulami, La cavalleria spirituale, a cura di G. Sassi, Milano-Trento, Luni, 1998
- al-Sulami, I custodi del segreto, a cura di G. Sassi, Milano-Trento, Luni, 1997
- al-Sulami, Le malattie dell'anima e i loro rimedi, nuova trad. dal francese, Milano, Arché, 1990
- al-Sulami, L'indole dei sufi, Milano, Mimesis, 2007
- al-Sulami, Le buone regole della compagnia, Milano, Mimesis, 2009
- al-Sulami, I sufi e i medievali peccati, Aosta, Keltia, 2010
- al-Sulami, Donne sufi, Torino, Il Leone Verde, 2011
- al-'Arabi al-Darqawi, Lettere a un maestro sufi a cura di T. Burckardt, Milano, SE, 1997
- Amadu Hampate Ba, Il saggio di Bandiagara, Vicenza, Neri Pozza, 2001
- al-Qushayri, La domanda essenziale. Dialogo sulla verità suprema, a cura di A. Grigio, Torino, Il leone verde, 2001
- al-Muhasibi, Che cos'è l'intelligenza?, a cura di G. Sassi, Milano-Trento, Luni, 1998
- Omar Ali Shah, Regole o segreti dell'Ordine Naqshbandi, a cura di A. Hayter, Torino, Libreria Editrice Psiche, 2002
- Ahmad Sirhindi, L'inizio e il ritorno a cura di Demetrio Giordani,Milano, Mimesis, 2003
- C. Saccone (a cura), Il Libro della Scala di Maometto, (traduzione di Roberto Rossi Testa), Milano, SE, 1991 (Oscar Mondadori 1999)

#### Traduzioni italiane di mistici persiani
- Ansari di Herat, Le cento pianure dello spirito, a cura di C. Saccone, Padova, EMP, 2012
- Farīd al-din ʿAṭṭār, Il verbo degli uccelli, a cura di C. Saccone, Milano, Oscar Mondadori, 1999 (prima ed. SE 1986)
- Farid al-din 'Attar, Il poema celeste, a cura di M. T. Granata, Milano, Rizzoli-BUR, 1990
- Farid al-din 'Attar, L'usignuolo e la rosa, a cura di C. Saccone, Roma, Carocci, Roma 2003
- Farīd al-din ʿAṭṭār, Il libro del cammino, a cura di S. Zanardo, Milano, Ariele, 2010
- Sana'i, Viaggio nel regno del ritorno, a cura di C. Saccone, Milano-Trento, Luni, 1998 (prima edizione Pratiche 1993)
- [Jalal al-Din] Rumi, Poesie mistiche, a cura di A. Bausani, Milano, Rizzoli-BUR, 1980
- Jalal al-Din Rumi, Mathnawi, a cura di G. Mandel, 6 voll., Milano, Bompiani, 2006
- Jalal al-Din Rumi, L'essenza del Reale (fihi ma fihi), a cura di S. Foti, Torino, Ed. Psiche, 1995
- Jalal al-Din Rumi, L'amore è uno straniero, a cura di K.E. Helminski, Roma, Astrolabio-Ubaldini Editore, 2000.
- Saˁdi, Il roseto (Golestan), a cura di C. Guzzetti, Cinisello Balsamo, Ed. Paoline,1991
- Sa'di di Shiraz, Il verziere (Bustan), a cura di C. Saccone, Seattle, Centro Essad Bey-Amazon IP, 2018
- Muhammad Iqbal, Il poema celeste, a cura di A. Bausani, Bari, Leonardo da Vinci, 1965
- Ahmad Ghazali, Delle occasioni amorose (Savaneh ol-'Oshshaq) a cura di C. Saccone, Roma, Carocci, 2007

#### Traduzioni italiane di opere agiografiche arabe o persiane
- 'Abdallah al-Yafi'i, Il giardino dei fiori odorosi, a cura di V. Vacca, Istituto per l'Oriente, Roma 1965 (edita nuovamente da Venezia, Marsilio, 1993)
- Sha'rani, Vite e detti di santi musulmani, a cura di V. Vacca, Torino, UTET, 1968
- Farid al-Din 'Attar, Parole di sufi, a cura di L. Pirinoli, Torino, Boringhieri, 1964